# Naturalisme
El naturalisme va ser un moviment nascut al voltant de 1880 en la literatura i en menor mesura a les altres arts a França. Émile Zola va proclamar les normes a les seves obres Roman expérimental (1880), al Naturalisme au théâtre (1881) i als Romanciers naturalistes (1881) per tal de fer de la novel·la i del teatre de tradició realista un veritable estudi de l'home, en el sentit individual i col·lectiu. El moviment es va estendre per tot Occident.
Pretén copsar la realitat de manera absolutament objectiva, per això sovint es diu que és la culminació del realisme. Ambdós moviments van néixer sota la influència de l'èxit del positivisme en les ciències que rau en l'observació i experimentació. Inclou aspectes de l'entorn que fins al moment no havien aparegut a les obres artístiques: classes socials desfavorides, problemes, malalties, temes sexuals… Regna la crítica social amb un aire bastant pessimista. Els principals protagonistes pertanyen al proletariat.
Inclou un enfocament científic de la creació, pel qual l'autor ha d'observar allò que l'envolta, fer hipòtesis explicatives i plasmar cada detall amb distanciament. Així, els personatges es mouen dins d'un determinisme marcat per l'herència genètica i l'entorn educatiu. En tant que cientifista, el moviment és materialista i bastant ateu (si bé a determinats països com Espanya mai no es deixa la religió de banda). L'estil s'adapta al registre lingüístic dels que parlen, l'ideal no és la bellesa sinó l'adequació a la realitat. L'escriptor, malgrat la pretesa objectivitat, intercala judicis i comentaris sobre l'acció que està narrant. Es presta atenció a la medicina, a la filosofia (sobretot al positivisme) i a les reformes polítiques. Apareixen persones reals i els fets són bastant contemporanis al moment de l'escriptura.
André Antoine (1858-1943), inspirat per Zola va introduir el nou estil al teatre i revolucionar l'escenografia tradicional. Es reprodueix l'espontaneïtat, la «naturalitat» i la psicologia dels personatges. Els dramaturgs abandonen arguments històrics o mítics i prefereixen situar l'acció a l'època contemporània, pretenen duplicar la realitat. De França, aviat el moviment es va escampar a Anglaterra, Alemanya, i els EUA
Alguns autors naturalistes destacats són Clarín, Guy de Maupassant, Henri Barbusse, Ada Christen, Víctor Català, Josep Pin i Soler, les últimes obres de Narcís Oller i molts altres. Els dramaturgs més significatius d'aquesta etapa són Frederic Soler i Àngel Guimerà.